# Condado de Peoria
El condado de Peoria es un condado estadounidense, situado en el estado de Illinois. Según el censo de los Estados Unidos del 2000, la población es de 183 433 habitantes. La cabecera del condado es Peoria.

## Geografía
Según la Oficina del Censo de los Estados Unidos, el condado tiene un área total de 526 km² (203 millas²). De éstas 1606 km² (620 mi²) son de tierra y 28 km² (11 mi²) son de agua.

### Colindancias
- Condado de Stark  - norte
- Condado de Marshall  - noreste
- Condado de Woodford  - este
- Condado de Tazewell  - sur
- Condado de Fulton  - suroeste
- Condado de Knox  - noroeste

## Historia
El condado de Peoria se separó del condado de Fulton en 1825, su nombre es en honor de la tribu peoria, una tribu de lengua algonquina, cuyo nombre proviene de peouarea.

## Demografía
Según el censo del año 2000, hay 183 433, personas, 47 130 cabezas de familia, y 47 130 familias que residen en el condado. La densidad de población es de 49 hab/km² 126 hab/mi²). La composición racial tiene: 
- 79.38 % blancos (no hispanos)
- 2.09 % hispanos (todos los tipos)
- 16.10 % negros o negros americanos (no hispanos)
- 0.95 % otras razas (no hispanos)
- 1.66% asiáticos (no hispanos)
- 1.67 % mestizos (no hispanos)
- 0.22 %  nativos americanos (no hispanos)
- 0.03 % isleños (no hispanos)

Hay 72 733 cabezas de familia, de los cuales el 30 % tienen menores de 18 años viviendo con ellos, el 48.60 % son parejas casadas viviendo juntas, el 12.90 % son mujeres que forman una familia monoparental (sin cónyuge), y 35.20 % no son familias. El tamaño promedio de una familia es de 2.43 miembros.
En el condado el 25 % de la población tiene menos de 18 años, el 10.40 % tiene de 18 a 24 años, el 27.60 % tiene de 25 a 44, el 22.80 % de 45 a 64, y el 14.20 % son mayores de 65 años. La edad media es de 36 años. Por cada 100 mujeres hay 92.6 hombres. Por cada 100 mujeres mayores de 18 años hay 88.6 hombres.
Tabla de la evolución demográfica:
|       | 1900   | 1910    | 1920    | 1930    | 1940    | 1950     | 1960    | 1970    | 1980    | 1990    | 2000    |
| ----- | ------ | ------- | ------- | ------- | ------- | -------- | ------- | ------- | ------- | ------- | ------- |
| TOTAL | 88 608 | 100 255 | 111 710 | 141 344 | 153 374 | 174 ,347 | 189 044 | 195 318 | 200 466 | 182 827 | 183 433 |

## Economía
Los ingresos medios de un cabeza de familia el condado es de $39 978, y el ingreso medio familiar es $50 592.00 Los hombres tienen unos ingresos medios de $40 840 frente a $25 335 de las mujeres. El ingreso per cápita del condado es de $21 219.00 El 13.70% de la población y el 10.00% de las familias están debajo de la línea de pobreza. Del total de gente en esta situación, 20.50% tienen menos de 18 y el 7.10% tienen 65 años o más.

## Ciudades y pueblos
| - Bartonville - Bellevue - Brimfield - Chillicothe - Dunlap | - Elmwood - Glasford - Hanna City - Kingston Mines - Mapleton | - Norwood - Peoria - Peoria Heights - Princeville | - Rome - West Peoria |

### Lugares designados por el censo
| - Alta - Cramers - Edelstein - Edgewater - Edwards - El Vista - Elmore - Galena Knolls | - High Meadows - Holmes Center - Komatsu Dresser - Lake Camelot - Lake Lancelot - Lake of the Woods - Laura - Lawn Ridge | - Magazine Market Place Inc - Mardell Manor - Mossville - North Hampton - Oak Hill - Orchard Mines - Pottstown - Renchville | - Rome Heights - Smithville - South Rome - Southport - Tuscarora - Vets Row - Vonachen Knolls - West Hallock |